# شريان سيني
شرايين سينية (بالإنجليزية: Sigmoid arteries)‏ اثنان أو ثلاثة بالعدد يتحركن بمسار مائل للأسفل ولليسار خلف الصفاق وأمام العضلة القطنية الكبرى، والحالب، والشريان الخصوي.